# جامعة آلتو

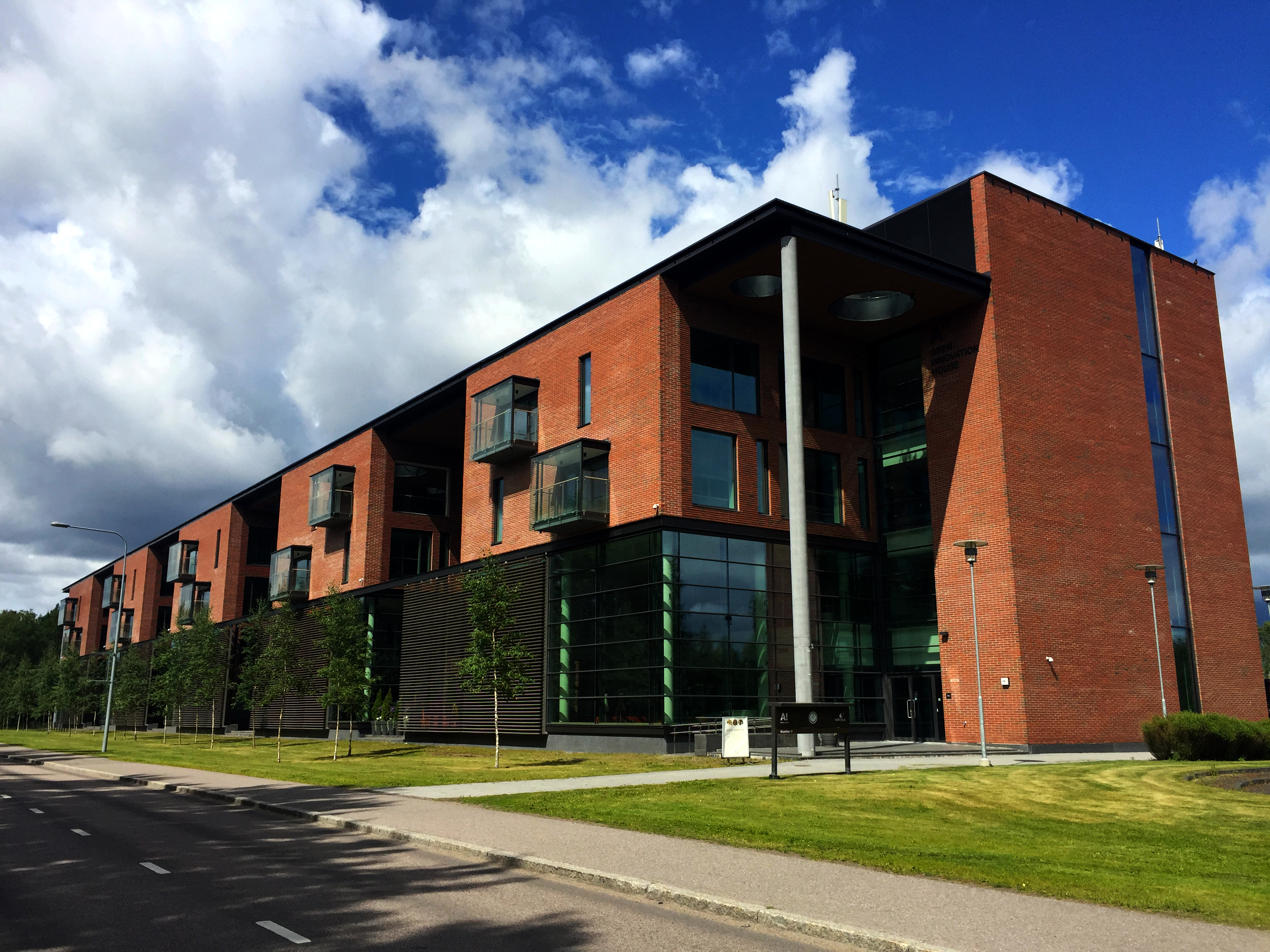
"'جامعة آلتو

جامعة آلتو (الفنلندية: Aalto-yliopisto، بالسويدية: Aalto-universitetet) جامعة فنلندية تأسست في 1 يناير 2010 ، باندماج جامعة هلسنكي للتكنولوجيا ومعهد هلسنكي للاقتصاد، وجامعة هلسنكي للفنون والتصميم .
تهدف جامعة آلتو إلى إنشاء علم جديد ومجتمع فنون بالجمع بين ثلاث جامعات القائمة في الاقتصاد والتكنولوجيا والفن.

## معرض صور

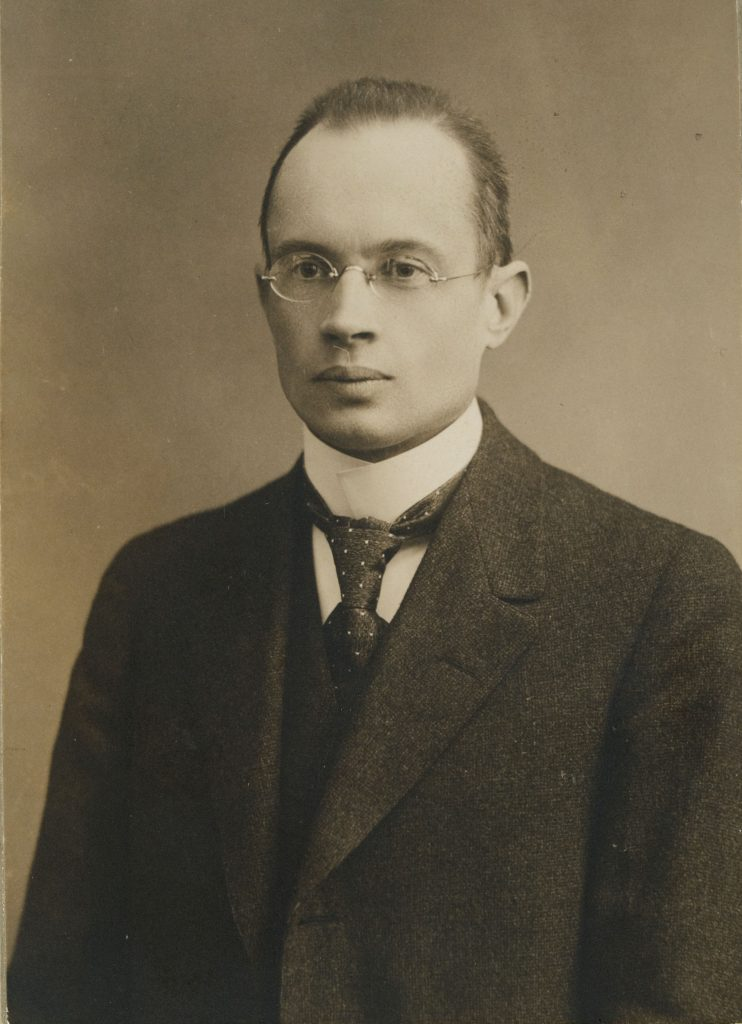
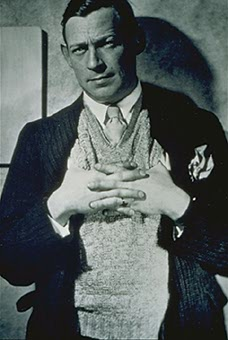
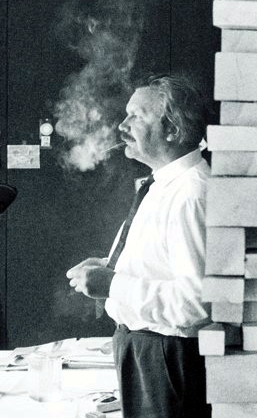
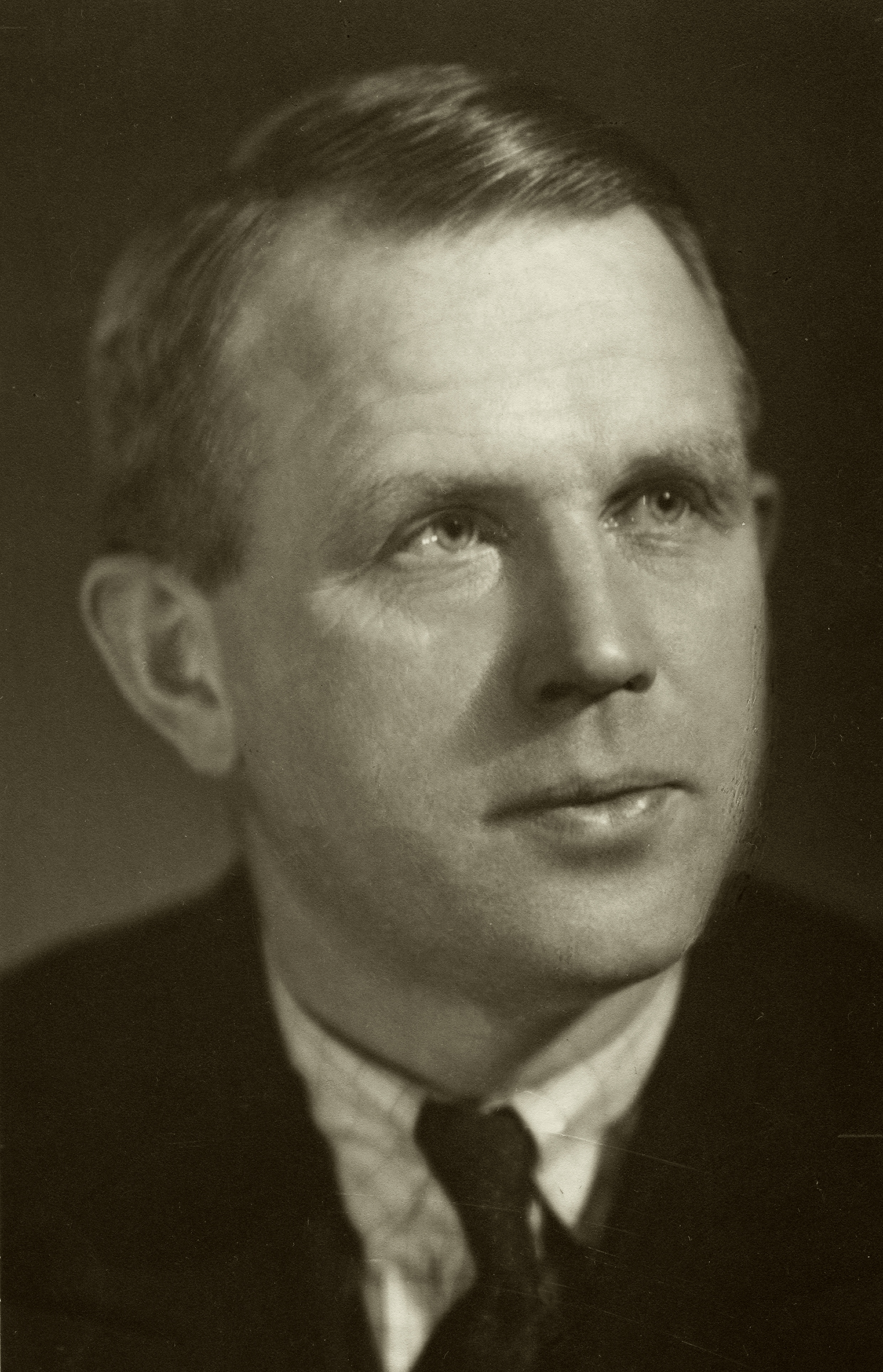
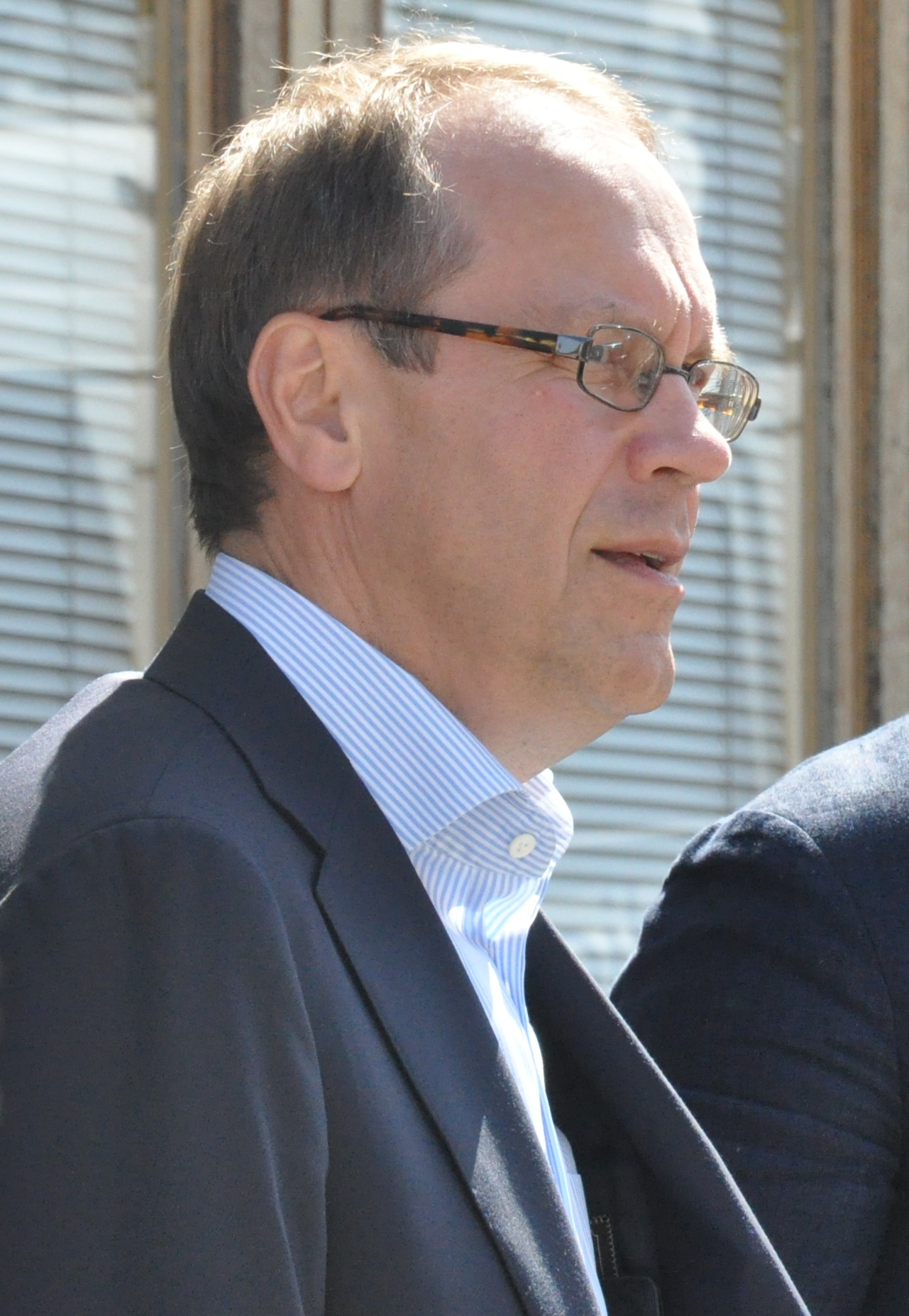

## روابط إضافية
الموقع الرسمي (بالإنجليزية)